# Raionul Oleksandria (pre-2020), Kirovohrad
Oleksandria (în ucraineană Олександрійський район, transliterat: Oleksandriiskîi raion) este un raion în regiunea Kirovohrad, Ucraina. Reședința sa este orașul Oleksandria.

## Demografie
Componența lingvistică a raionului Oleksandria
     Ucraineană (95,03%)
     Rusă (3,79%)
     Alte limbi (0,77%)
Conform recensământului din 2001, majoritatea populației raionului Oleksandria era vorbitoare de ucraineană (95,03%), existând în minoritate și vorbitori de rusă (3,79%).